# Alejandro Davidovich Fokina
Alejandro Davidovich Fokina, född 5 juni 1999, är en svensk-rysk-spansk tennisspelare. Davidovich Fokina har som högst varit rankad på 27:e plats på ATP-singelrankingen, vilket han nådde 18 april 2022.

## Karriär
I februari 2020 tog Davidovich Fokina sin första dubbeltitel på ATP-touren tillsammans med Roberto Carballés Baena då de besegrade Marcelo Arévalo och Jonny O'Mara i finalen av Chile Open.

## ATP-finaler i kronologisk ordning

### Dubbel: 1 (1 titel)
| Teckenförklaring                  |
| --------------------------------- |
| Grand Slam turneringar (0–0)      |
| ATP World Tour Finals (0–0)       |
| ATP World Tour Masters 1000 (0–0) |
| ATP World Tour 500 Series (0–0)   |
| ATP World Tour 250 Series (1–0)   |

| Finaler efter underlag |
| ---------------------- |
| Hard court (0–0)       |
| Grus (1–0)             |
| Gräs (0–0)             |

| Resultat | V–F | Datum         | Turnering         | Kategori   | Underlag | Medspelare              | Motståndare                  | Resultat      |
| -------- | --- | ------------- | ----------------- | ---------- | -------- | ----------------------- | ---------------------------- | ------------- |
| Vinnare  | 1–0 | Februari 2020 | Chile Open, Chile | 250 Series | Grus     | Roberto Carballés Baena | Marcelo Arévalo Jonny O'Mara | 7–6(7–3), 6–1 |